# Portobello, Edinburgh
Portobello är en stadsdel i östra Edinburgh. Stadsdelen ligger 5 km från stadskärnan vid Firth of Forth, mellan stadsdelarna Joppa och Craigentinny. Portobello var en egen stad fram till 1896 då det blev inkorporerat i Edinburgh.  